# Flughafen Heho

i8
i11
i13
Der Flughafen Heho (birmanisch ဟဲဟိုးလေဆိပ်, IATA-Code: HEH, ICAO-Code: VYHH) ist ein Flughafen bei Heho, gelegen im Shan-Staat in Myanmar.
Er bietet Zugang zu touristischen Gebieten wie dem Inle-See. 

## Geschichte

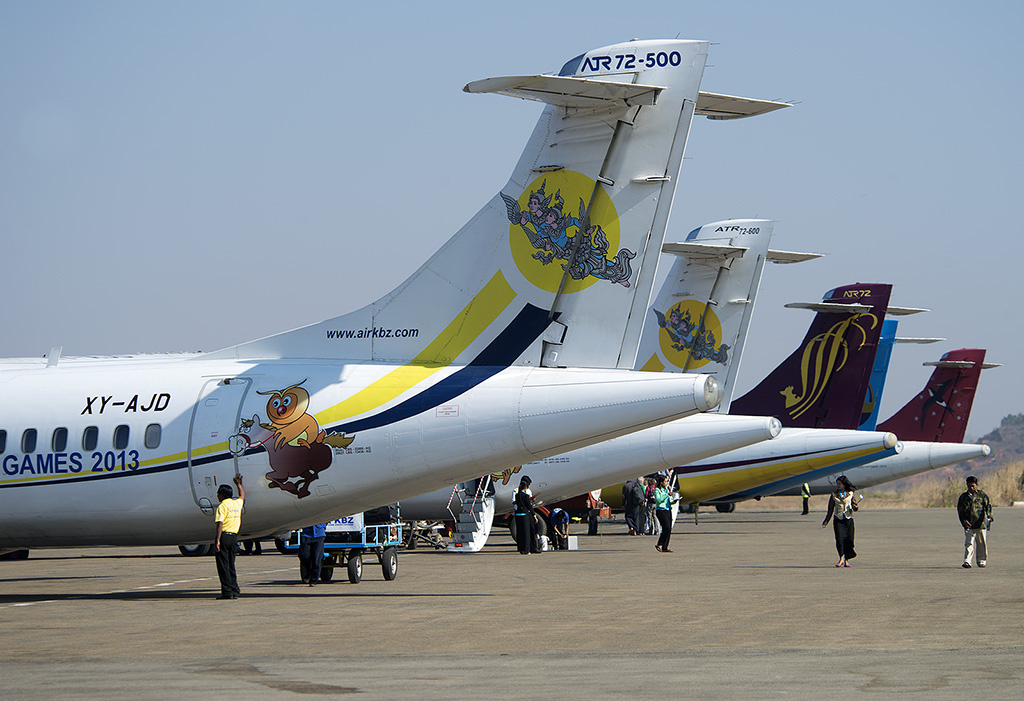
Vorfeld, März 2014

Der Bau des Flughafens begann im Januar 2009. Am 19. Dezember 2011 wurde der Flughafen eröffnet.

## Fluggesellschaften und Ziele
Es werden nur nationale Ziele angeflogen. Überwiegend ist hier Myanmar National Airlines aktiv.

## Zwischenfälle
Von 2011 bis Oktober 2023 kam es am Flughafen Heho und in seiner näheren Umgebung zu einem Totalschaden eines Flugzeugs (Fokker 100). Dabei kamen je ein Mensch an Bord und am Boden ums Leben:
- Am 25. Dezember 2012 wurde eine Fokker 100 der Air Bagan (Luftfahrzeugkennzeichen XY-AGC) bei diesigem Wetter gut einen Kilometer vor dem Flughafen von Heho (Myanmar) in den Boden geflogen. Dabei wurden einer von 71 Menschen an Bord sowie ein Mopedfahrer getötet (siehe auch Air-Bagan-Flug 011).[4]